# Rascasuelos
Un rascasuelos (traducción del inglés, earthscraper), también llamado rascacielos subterráneo o rascainfiernos, es un edificio de gran tamaño que se construye bajo tierra con diversas plantas a distinto nivel de profundidad. Muchos de ellos tienen forma de pirámide invertida y suelen contar con diversas tecnologías que permiten el paso de la luz natural y el aire hasta el nivel inferior.